# Stefan Keller (Unternehmer)
Stefan Keller (* 21. Mai 1960 in Basel) ist Schweizer Journalist, Autor und Unternehmer.

## Leben
Stefan Keller stammt aus einer Käser- und Bäckerfamilie. Aufgewachsen in Hünibach am Thunersee liess er sich am staatlichen Lehrerseminar in Spiez ausbilden (1976–1981). Anschliessend war er als freier Journalist und in der Gastronomie tätig, führte unter anderem im Engadin das Restaurant Lagrev in Isola und das Hotel und Seminarhaus Chesa Pool im Fextal bei Sils Maria. In dieser Zeit unterrichtete er Hotelfach-Assistentinnen. Wirtepatent und Weinhandelspatent wurden erworben. Von 1994 bis 1999 arbeitete Stefan Keller als Redaktor in Zürich für die internationale Zeitschrift Vinum, wo er unter anderem für die Durchführung des nationalen Chasselas-Cup verantwortlich war. Im Jahr 2000 führte er die bisherigen Tätigkeiten in die Firma Stefan Keller & Partner über. 2013 reihte ihn das Wirtschaftsmagazin Bilan unter die 50 einflussreichsten Schweizer Persönlichkeiten der Weinbranche ein.
Keller ist in seiner Freizeit Degenfechter und belegte bei den Weltmeisterschaften 2012 den 11. Platz in der Alterskategorie 50–59. Er siegte bei den Österreichischen Staatsmeisterschaften der Senioren 2016, sowie jeweils am Otto Sokopp Gedächtnisturnier 2016, 2017 und 2019. An den Wiener Landesmeisterschaften 2021 errang er den 2. Platz, an den Schweizer Meisterschaften der Senioren 2023 und 2024 den 3. Platz sowie in Paris am World Veterans Criterium 2023 den 2. Platz.

## Unternehmungen
Im Konglomerat Stefan Keller & Partner sind folgende Teilbereiche zusammengefasst:
- Von 2002 bis 2014 Teilhaber an der Weinproduktionsfirma I Vinautori SA. in der Valtellina. Heute Kooperation mit Fratelli Triacca, Tirano.
- schnaps.ch GmbH, ein Schnapsunternehmen, das Spezialitäten aus  der Schweiz entwickelt und anbietet.
- Kontext steht für Projektentwicklung, Promotion und Publikation. Autorenbeiträge erschienen unter anderem in der SonntagsZeitung, Weltwoche, Neue Zürcher Zeitung und Saisonküche. Stefan Keller ist ständiger Mitarbeiter der Schweizerischen Weinzeitung[9], der ältesten Weinfachzeitschrift; sie erscheint seit 1897. Zudem verfasst er regelmässig Beiträge in der hotel revue[10]. Im Bereich Unternehmenskommunikation entstehen Prospekte, Zeitschriften und Jahrbücher vor allem für Betriebe aus Gastronomie, Wein- und Spirituosenbranche. Im Parkhotel Bellevue in Adelboden moderiert er die Veranstaltungsreihe «Worte und Klänge».
- Triage: Beratung für Betrieb im Bereich Betriebs- und Produktentwicklung, Marketing, Öffentlichkeitsarbeit.

Stefan Keller ist Mitbegründer des Vereins Schweizer Schnaps Forum, auch Forum Suisse des eaux-de-vie oder Forum svizzero dell'acquavite (1998), der die nationale Prämierung für einheimische Destillate lancierte, sowie des Vereins Mémoire des Vins Suisses (2002), der eine Kollektion Schweizer Weine mit repräsentativem Charakter aufbaut. 2024 wurde er zum Ehrenmitglied des Vereins ernannt. Ab 1998 war Keller während mehrerer Jahre Mitglied der Jury der Concours Mondial de Bruxelles, einem internationalen Weinwettbewerb. 2001 übernahm er im Auftrag der Messe Schweiz das Präsidium der jährlich stattfindenden Schweizer Weinprämierung La Sélection in Basel. Er leitete sie bis 2012. 2018 wurde er Ehrenmitglied des Sommelier Verband Schweiz.
Keller schrieb zusammen mit Emil Zopfi am Theaterstück Ein Russ im Bergell, die Geschichte von Christian Klucker und Anton von Rydzewski, einer der tragischsten Seilschaften der Alpingeschichte. Die Schauspieler Gian Rupf und René Schnoz spielten das Stück seit der Erstaufführung 2010 auf Schweizer Bühnen und in SAC-Hütten. Vom Juli bis Oktober 2024 bespielte er das traditionsreiche Pöstli in Castasegna als Pop-up-Restaurant: Essen, Trinken und Schlafen im Ristorante Garni Post sowie kulturelle Veranstaltungen standen auf dem Programm. Dies gilt auch für die Saison 2025.

## Schriften
- Prosecco & Co.: Führer zu Italiens Schaumweinen. Falken, Niedernhausen 1999, ISBN 3-8068-7443-3.
- mit Andreas Heller und Bendicht Beglinger: Es muss nicht immer Chardonnay sein. Die 50 wichtigsten Rebsorten und ihre Weine. 2. Auflage. Neue Zürcher Zeitung, Zürich 2003, ISBN 3-85823-974-7.
- mit Isabelle Rucki (Hrsg.): Hotel Bregaglia: ein Findling im Bergell. Ein Projekt des Instituts für Kulturforschung Graubünden. Verlag hier + jetzt, Baden 2009, ISBN 978-3-03919-129-1. (Italienische Übersetzung: Hotel Bregaglia – Storia e Vita di un Albergo. Edizioni Casagrande, Bellinzona 2009)
- mit J. Gantenbein: Kastanien, Granit und Palazzi. Architektur im Bergell. In: Hochparterre. Sonderheft als Beilage zu  Hochparterre Nr. 5, 2012, ISSN 1422-8742.
- Reif für Reggio – Mit dem Rad von Wien nach Kalabrien. Verlag im Stoffel 2021, ISBN 978-3-033-08914-3.[13]